# Felip Ortiz
Felip Ortiz, född den 27 april 1977 i Lleida, Spanien, är en spansk före detta fotbollsspelare. Vid fotbollsturneringen under OS 2000 i Sydney deltog han det spanska lag som tog silver. 